# Michaił Chodorkowski

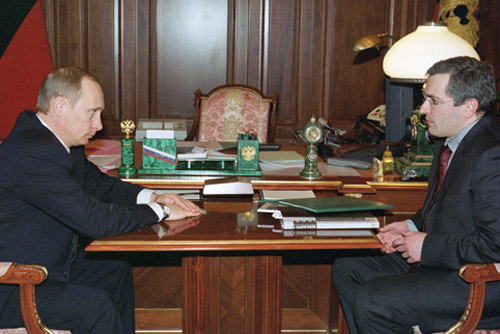
Prezydent Rosji Władimir Putin i Michaił Chodorkowski na Kremlu, 14 marca 2002

Michaił Borisowicz Chodorkowski (ros. Михаил Борисович Ходорковский [mʲɪxɐˈil xədɐˈrkofskʲɪj]; ur. 26 czerwca 1963 w Moskwie) – przedsiębiorca rosyjski pochodzenia żydowskiego. Na początku 2004 r. był uważany za najbogatszego człowieka w Rosji. Były współwłaściciel Jukosu.

## Kariera
W dzieciństwie Michaił Chodorkowski pasjonował się chemią – ukończył szkołę z rozszerzonym programem z chemii, a w 1981 r. został przyjęty do Moskiewskiego Instytutu Chemiczno-Technicznego im. D. Mendelejewa. W 1987 r. założył Naukowo-Techniczne Centrum Twórczości Młodzieży. Studiował, pracując jednocześnie w Instytucie Gospodarki Narodowej im. G. W. Plechanowa. Kierowane przez niego Centrum zaczęło importować towary z krajów Zachodu, a w 1989 r. powołało do życia bank o nazwie Żyłsocbank, który następnie przemianowano na Menatep.
W 1992 r. został p.o. wiceministra paliw i energetyki. Na początku 1997 r. Menatep w drodze przetargu nabył 45% akcji upadającej państwowej spółki naftowej Jukos, za które zapłacił, według różnych źródeł, od 250 mln do 400 mln USD. Jukos był wówczas zadłużony na 3,5 mld USD. Menatep spłacił dług Jukosu w ramach transakcji kupna spółki. Na restrukturyzację i wyprowadzenie Jukosu z kryzysu potrzeba było 6 lat. Do 2003 Jukos przekształcił się w jednego z liderów światowego rynku energetycznego z kapitalizacją wynoszącą 40 mld USD. W kwietniu 2003 podpisano umowę o fuzji z inną rosyjską spółką Sibnieft, której większość akcji należała wówczas do Romana Abramowicza. Miał to być początek budowy wielkiego koncernu energetycznego Jukos-Sibnieft, czyli JUKSI. Koncern stałby się czwartym, pod względem wielkości wydobycia, prywatnym przedsiębiorstwem naftowym świata. Jednak w grudniu 2003, po aresztowaniu kierownictwa Jukosu, fuzja została przerwana.
W 2001 r. Chodorkowski założył charytatywną fundację Otwarta Rosja, w celu realizacji projektów w zakresie kultury i edukacji oraz rozwoju intelektualnego potencjału kraju.

## Sprawa Jukosu
Michaił Chodorkowski wielokrotnie krytykował politykę prezydenta Rosji, Władimira Putina. 25 października 2003 został oskarżony o nieprawidłowości przy prywatyzacji przedsiębiorstw i aresztowany. Powszechnie uważano, że Chodorkowski trafił do więzienia, bo otwarcie przeciwstawiał się Putinowi. Podczas pobytu w areszcie zrezygnował z funkcji szefa koncernu Jukos. Dziennikarz Władimir Kara-Murza podkreśla, że początek „sprawy Jukos” zbiegł się w czasie z zamknięciem, w 2001 r., niezależnego kanału telewizyjnego, który należał do Bieriezowskiego, co miało być zaplanowanym działaniem.
W maju 2005 moskiewski sąd skazał Chodorkowskiego na 9 lat pozbawienia wolności i odbycie kary w kolonii karnej. Podczas procesu Chodorkowski powiedział, że nie chce żyć jako emigrant polityczny – woli więzienie. We wrześniu 2005 Sąd Miejski w Moskwie obniżył karę do 8 lat. Chodorkowski został zesłany do uranowej kolonii IK-10 w Krasnokamiensku w obwodzie czytyjskim.
19 stycznia 2009 Chodorkowski został przeniesiony z więzienia na Syberii do aresztu śledczego w Moskwie, gdzie oczekiwał na kolejny proces, który rozpoczął się 3 marca. W tym procesie za winnych uznano Michaiła Chodorkowskiego i Płatona Lebiediewa.
Działacze praw człowieka uważają, że jest to zemsta Kremla za próbę prowadzenia przez Chodorkowskiego i Jukos niezależnej polityki i krytykę polityki Władimira Putina.
31 maja 2011 roku Europejski Trybunał Praw Człowieka w Strasburgu uznał, że ani postępowanie karne, ani rozprawa sądowa w związku z aresztowaniem byłego szefa Jukosu Michaiła Chodorkowskiego w 2003 roku nie nosiły znamion procesu politycznego. Tym samym sędziowie odrzucili skargę byłego właściciela koncernu Jukos przeciwko rosyjskiemu wymiarowi sprawiedliwości. Trybunał uznał również, że rosyjski sąd orzekł wobec Chodorkowskiego zbyt wysoką grzywnę i zobowiązał władze Rosji do wypłacenia biznesmenowi 10 tys. euro za szkody moralne i 14,5 tys. kosztów sądowych.
20 grudnia 2013 roku Michaił Chodorkowski został ułaskawiony przez prezydenta Rosji Władimira Putina i wypuszczony na wolność. Jeszcze tego samego dnia opuścił Rosję. Gest Putina odbierany był jako krok mający na celu złagodzenie międzynarodowej krytyki jego rządów przed rozpoczynającymi się 7 lutego 2014 roku zimowymi igrzyskami olimpijskimi w Soczi.

## Życie prywatne
Jego rodzice, Borys i Marina, byli inżynierami. Ojciec był rosyjskim Żydem.
Żonaty. Ojciec czwórki dzieci.

## Odznaczenia i nagrody
- Nagroda Lecha Wałęsy (2013, odebrał syn Paweł Chodorkowski)[7]

## Książka o Chodorkowskim
- Walerij Paniuszkin, Михаил Ходорковский: Узник тишины, 2005. Polskie wydanie: Michaił Chodorkowski: Więzień ciszy, Prószyński i S-ka 2006, ISBN 83-7469-441-6.